# FC Vaduz
FC Vaduz, FCV – klub piłkarski z Liechtensteinu, założony w 1932, grający obecnie w Swiss Challenge League. Jedyny profesjonalny klub w swoim kraju, a także pierwsza drużyna z Liechtensteinu, która awansowała do fazy grupowej europejskich rozgrywek klubowych.

## Historia
Klub FC Vaduz założono w 1932 roku. Swój pierwszy mecz, przegrany 1-2 z FC Balzers, rozegrał  24 kwietnia 1932. Od 1933 roku występuje w ligowych rozgrywkach w sąsiedniej Szwajcarii. W 1949 po raz pierwszy zdobył Puchar Liechtensteinu w piłce nożnej. Do 2019 roku 47 razy sięgnął po Puchar Liechtensteinu, dzięki czemu od 1992 regularnie występował w Pucharze Zdobywców Pucharów, później w Pucharze UEFA, a następnie w Lidze Europy UEFA. W swoim pierwszym występie przegrał w rundzie wstępnej z ukraińskim Czornomorcem Odessa 0–5 i 1–7. Swój pierwszy wygrany dwumecz FC Vaduz zaliczył w 1996, kiedy to pokonał w rundzie wstępnej Pucharu Zdobywców Pucharów łotewski Universitāte Ryga. W 2004 roku, pokonując Longford Town z Irlandii, FC Vaduz awansował do drugiej rundy kwalifikacyjnej do Pucharu UEFA, w której to klub z Liechtensteinu odpadł z KSK Beveren. W 2005 roku również w drugiej rundzie Vaduz odpadł po dwumeczu z Beşiktaşem JK. W 2006 roku zespół wygrał w I rundzie kwalifikacyjnej do Pucharu UEFA z węgierskim Ujpestem w Budapeszcie 4–0 i pomimo przegranego 0–1 rewanżu zespół zapewnił sobie awans do następnej rundy. Spotkał się w niej ze szwajcarskim FC Basel, z którym przegrał na wyjeździe 0–1, a u siebie wygrał 2–1.
W sezonie 2019/2020 klub awansował do szwajcarskiej ekstraklasy po wyeliminowaniu w barażach FC Thun.
W sezonie 2019/2020 FC Vaduz rozpoczął swoją europejską kampanię w Lidze Europy UEFA pokonując w pierwszej rundzie kwalifikacyjnej Breiðablik z Islandii. W drugiej rundzie Vaduz pokonało węgierski zespół MOL Fehérvár. W trzeciej rundzie kwalifikacyjnej odpadli z Eintrachtem Frankfurt.
25 sierpnia 2022 roku, po zwycięstwie na wyjeździe z Rapidem Wiedeń, Vaduz zapewnił sobie kwalifikacje do fazy grupowej Ligi Konferencji Europy UEFA, stając się pierwszym w historii zespołem z Liechtensteinu, który awansował do fazy grupowej europejskich rozgrywek klubowych. Trafili do grupy wraz z holenderską drużyną AZ Alkmaar, mistrzem Cypru Apollonem Limassolem i ukraińskim Dnipro-1.

## Sukcesy
| \| \| Zdobyte trofea w rozgrywkach Liechtensteinu (stan na: 2025 r.) \| |                                                                |      | |
| Rozgrywki                                                               | Osiągnięcie                                                    | Razy | Sezon(y) |
| Mistrzostwo                                                             | I miejsce                                                      | 1*   | 1936 |
| Mistrzostwo                                                             | II miejsce                                                     | -    | |
| Mistrzostwo                                                             | III miejsce                                                    | -    | |
| Puchar                                                                  | zdobywca                                                       | 51   | 1949, 1952, 1953, 1954, 1956, 1957, 1958, 1959, 1960, 1961, 1962, 1966, 1967, 1968, 1969, 1970, 1971, 1974, 1980, 1985, 1986, 1988, 1990, 1992, 1995, 1996, 1998, 1999, 2000, 2001, 2002, 2003, 2004, 2005, 2006, 2007, 2008, 2009, 2010, 2011, 2013, 2014, 2015, 2016, 2017, 2018, 2019, 2022, 2023, 2024, 2025 |
| Puchar                                                                  | finalista                                                      | 13   | 1946, 1947, 1948, 1950, 1951, 1955, 1972, 1977, 1984, 1987, 1991, 1997, 2012 |
| Liechtenstein                                                           | Zdobyte trofea w rozgrywkach Liechtensteinu (stan na: 2025 r.) |      | |

* Mistrzostwa Liechtensteinu były rozgrywane tylko w latach trzydziestych XX wieku. Od czasu II wojny światowej w Liechtensteinie rozgrywany jest tylko Puchar, a kluby biorą udział w ligach sąsiedniej Szwajcarii.
| \| \| Zdobyte trofea w rozgrywkach Szwajcarii (stan na: 2017 r.) \| |                                                            |      |                  |
| Rozgrywki                                                           | Osiągnięcie                                                | Razy | Sezon(y)         |
| · Mistrzostwo                                                       | I miejsce                                                  | -    |                  |
| · Mistrzostwo                                                       | II miejsce                                                 | -    |                  |
| · Mistrzostwo                                                       | III miejsce                                                | -    |                  |
| II liga                                                             | I miejsce                                                  | 3    | 2003, 2008, 2014 |
| II liga                                                             | II miejsce                                                 | 3    | 2004, 2005, 2020 |
| II liga                                                             | III miejsce                                                |      |                  |
|                                                                     | Zdobyte trofea w rozgrywkach Szwajcarii (stan na: 2017 r.) |      |                  |

## Władze Klubu
Gabinet
| Funkcja                             | Imię i nazwisko     |
| ----------------------------------- | ------------------- |
| Prezydent Klubu Dyrektor wykonawczy | Patrick Burgmeier   |
| Dyrektor sportowy                   | Franz Burgmeier     |
| Członek zarządu                     | Matthias Biedermann |
| Członek zarządu                     | Florian Meier       |
| Członek zarządu                     | Lorenz Gassner      |

| Funkcja                               | Imię i nazwisko    |
| ------------------------------------- | ------------------ |
| Członek zarządu                       | Christopher Holder |
| Księgowość i HR                       | Brigitte Löscher   |
| Komunikacja, media i marketing        | Manuel Kalberer    |
| Koordynator sportu i administracji    | Carmen Alabor      |
| Media społecznościowe i merchandising | Sandro Walt        |

## Obecny skład
Stan na 8 września 2022
| Nr | Poz. | Piłkarz                   |
| -- | ---- | ------------------------- |
| 1  | BR   | Benjamin Büchel (kapitan) |
| 3  | OB   | Anthony Goelzer           |
| 4  | PO   | Nicolas Hasler            |
| 5  | OB   | Anes Omerovic             |
| 6  | OB   | Fuad Rahimi               |
| 7  | PO   | Merlin Hadzi              |
| 8  | PO   | Sandro Wieser             |
| 9  | NA   | Manuel Sutter             |
| 10 | NA   | Tunahan Cicek             |
| 13 | OB   | Kevin Iodice              |
| 14 | PO   | Milan Gajić               |
| 17 | OB   | Joël Ris                  |
| 19 | NA   | Dejan Djokic              |
| 20 | PO   | Simon Lüchinger           |

| Nr | Poz. | Piłkarz                                                |
| -- | ---- | ------------------------------------------------------ |
| 21 | OB   | Arbenit Xhemajli                                       |
| 23 | OB   | Dario Ulrich                                           |
| 24 | OB   | Cédric Gasser                                          |
| 25 | BR   | Gabriel Foser                                          |
| 27 | NA   | Franklin Sasere                                        |
| 28 | OB   | Lars Traber                                            |
| 29 | OB   | Gabriel Isik                                           |
| 42 | BR   | Gion Chande                                            |
| 47 | OB   | Fabio Fehr                                             |
| 53 | PO   | Gezim Pepsi                                            |
| 74 | NA   | Elmin Rastoder (wypożyczony z Grasshopper Club Zürich) |
| 77 | PO   | Kristijan Dobras                                       |
| 80 | PO   | Ryan Fosso                                             |

### Piłkarze na wypożyczeniu
Stan na 8 września 2022
| Nr | Poz. | Piłkarz                                                   |
| -- | ---- | --------------------------------------------------------- |
|    | BR   | Justin Ospelt (w FC Dornbirn 1913 do 30 czerwca 2023)     |
|    | OB   | Giosue Capozzi (w SC Brühl St. Gallen do 30 czerwca 2023) |
|    | PO   | Elvin Ibrisimovic (w FC Dornbirn 1913 do 30 czerwca 2023) |

## Sztab szkoleniowy
Sztab szkoleniowy i medyczny w sezonie 2021/2022
| Funkcja                         | Imię i nazwisko |
| ------------------------------- | --------------- |
| Trener                          | wakat           |
| Asystent                        | Roman Matter    |
| Trener bramkarzy                | Sebastian Selke |
| Trener przygotowania fizycznego | Alexander Kern  |

| Funkcja         | Imię i nazwisko    |
| --------------- | ------------------ |
| Lekarz zespołu  | Dr. Alexander Gohm |
| Zespół medyczny | Mathias Sturn      |
| Zespół medyczny | Manuel Nef         |
| Kitman          | David Montinari    |